# Henryk Wawrowski
Henryk Wawrowski, né le 25 septembre 1949 à Szczecin, est un footballeur international polonais. Il participe aux Jeux olympiques d'été de 1976, remportant la médaille d'argent avec la Pologne.

## Biographie

### En club
Henryk Wawrowski évolue en Pologne, en Grèce et au Danemark.
Il joue principalement en faveur du club polonais du Pogoń Szczecin. Il dispute plus de 200 matchs dans le championnat de Pologne. Il se classe à trois reprises sixième du championnat, en 1972, 1976 et 1977.

### En équipe nationale
Henryk Wawrowski reçoit 25 sélections en équipe de Pologne entre 1974 et 1978, sans inscrire de but.
Il joue son premier match en équipe nationale le 31 octobre 1974, en amical contre le Canada (victoire 2-0 à Varsovie).
Il joue quatre matchs rentrant dans le cadre des éliminatoires de l'Euro 1976 et trois rencontres lors des éliminatoires du mondial 1978.
Il participe aux Jeux olympiques d'été de 1976 organisés à Montréal. Lors du tournoi olympique, il joue quatre matchs.
Il reçoit sa dernière sélection le 26 avril 1978, en amical contre la Bulgarie (victoire 1-0 à Varsovie).

## Palmarès

### équipe de Pologne
- Jeux olympiques de 1976 :
  -  Médaille d'argent.